# Talung (Geomorphologie)
Eine Talung ist ein Ausdruck der Geomorphologie für eine talähnliche Landform, beziehungsweise ein Tal oder eine komplexer strukturierte Tallandschaft im allgemeinen Sinne. 

## Entstehung
Die Entstehung einer Talung erfolgt nicht ausschließlich durch Fluvialerosion, sondern durch Beteiligung auch anderer geomorphologischer Prozesse, insbesondere Gletscheraushub (etwa die inneralpinen Beckenlandschaften, glaziale Rinnen,  Toteissenken), durch karstmorphologische Ausformung (Dolinen) oder tektonische Großsenkungen (Grabenbrüche), aber auch beispielsweise Subrosion bzw. Suffosion, Massenablagerungen durch Solifluktion oder Massenbewegungen wie Bodenfließen, Vulkanismus (etwa Calderen), und zahlreiche andere landformenbildende geophysikalische Vorgänge. Dabei wird die Talung durchaus oft sekundär fluvial überformt werden, und umgekehrt Flusstäler durch andere Prozesse sekundär komplexer ausgeformt.

## Etymologie und Onomastik
Dass das ursprüngliche Konzept von „Tal“ nicht primär ‚Lauf eines Flusses‘, sondern ‚Einschnitt/Weg [zwischen Bergen]‘ ist, zeigen Talungsnamen der ältesten Alpenübergänge, wie dem Wipptal über den Brenner (Flüsse Sill nach Norden und oberster Eisack nach Süden) mit einer vorrömischen Wurzel; oder das Kanaltal über den Saifnitzer Sattel (obere Fella und Bartolo – mittlere Slizza), mit der lateinischen Wurzel canale ebenfalls im ursprünglichen Wortsinn ‚Wasserstraße‘. Hier sind Ausdrücke wie „Silltal“ oder „Fellatal“ keine üblichen Landschaftsnamen. Dasselbe findet sich auch noch in Flussnamen, die beiderseits des oft ebenfalls so heißenden Passes gleich sind, etwa Tauernbach – [Hoher] Tauern – Tauernbach und Tauernbach – [Felber-]Tauern – Tauernbach, beide zum vorrömischen Oronym Tauern (heute auch Gebirgsname). Hier spricht man, wenn man präzisieren will, von „Talung“ oder Eintalung. Dasselbe betrifft die direkte Umgebung eines Sattels und Passlandschaften. 
Mit dem Ausdruck beschreibt man auch komplexere Talräume, etwa Talzüge (Fluss mit Hauptquellfluss, oder die alpinen Längstalfurchen), den gesamten Talraum des Einzugsgebietes eines Flusses mit seinen Nebenflüssen und -tälern, aber auch einzelne Talbecken, Tobel, Talpässe und Schluchten, Talweitungen als Zusammenmündung mehrerer Täler (Talspinne), Fluss-Seen-Systeme (Seenlandschaften) und andere Feuchtgebietsräume, die Gegenden mit Altläufen von Flüssen, in denen Inselberge stehengeblieben sind, fluviale Terrassenlandschaften, und zahlreiche andere geographische Räume, die nicht dem streng orographischen Talkonzept (lineare Landform mit monoton fallender Tallinie) entsprechen. Dasselbe gilt für endorheische (abflusslose) Kessel, also trichterförmige Landformen, und auch für Kare, die Becken von Gletscherendseen und andere durch querlaufende Geländeformen orographisch isolierte Talabschnitte.
Auch für die außergebirgigen Flussgroßlandschaften, die so weit und eben sind, dass sie nicht mehr einem Tal in landläufigen Sinne entsprechen, findet man das Wort (so die Pannonische Tiefebene als Talung der mittleren Donau, oder das nördliche Alpenvorland als diejenige der oberen Donau, die Poebene als Talung des Po), oder Gebirgsrandbecken als Eintritt eines oder mehrere  Flüsse in das Gebirgsvorland (Taltrichter).
Eine analoge Ableitung ist auch das Wort zertalt für ‚reich von Tälern und Tälchen gegliedert‘, etwa bei Bergstöcken.

## Beispiele

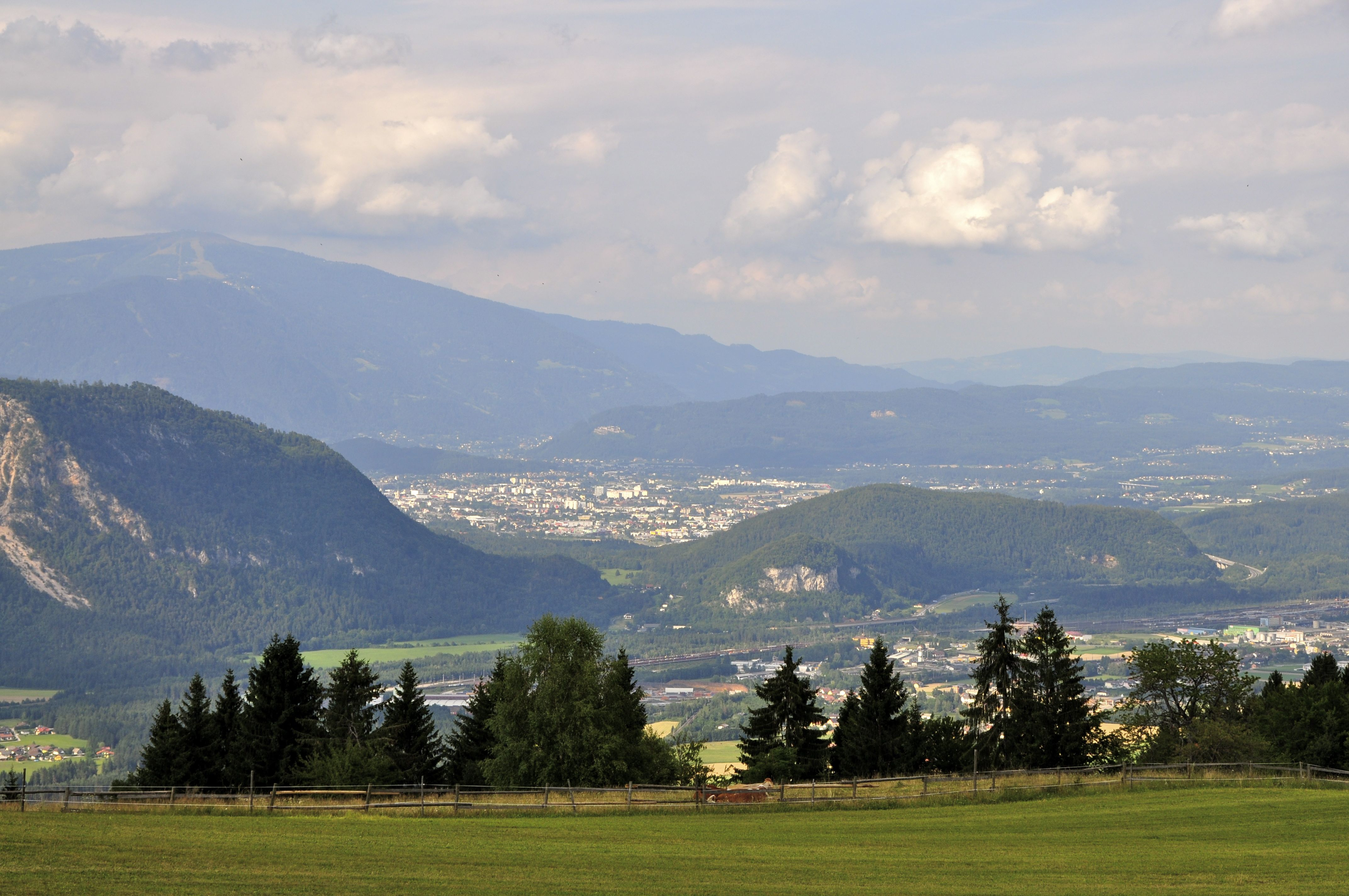
Klagenfurter Becken, ausgedehnte, seenreiche Talungslandschaft (größtes inneralpines Becken)
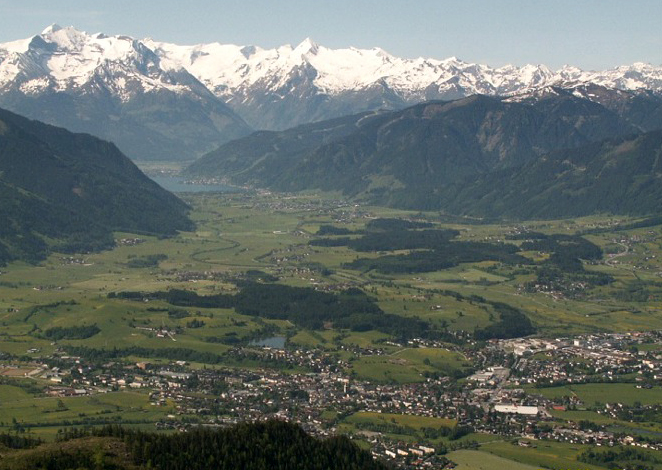
Zeller–Saalfeldener Becken, primär sedimentativ überformte glaziale Talpasslandschaft zweier Flusssysteme (Salzachtal, Saalachtal)
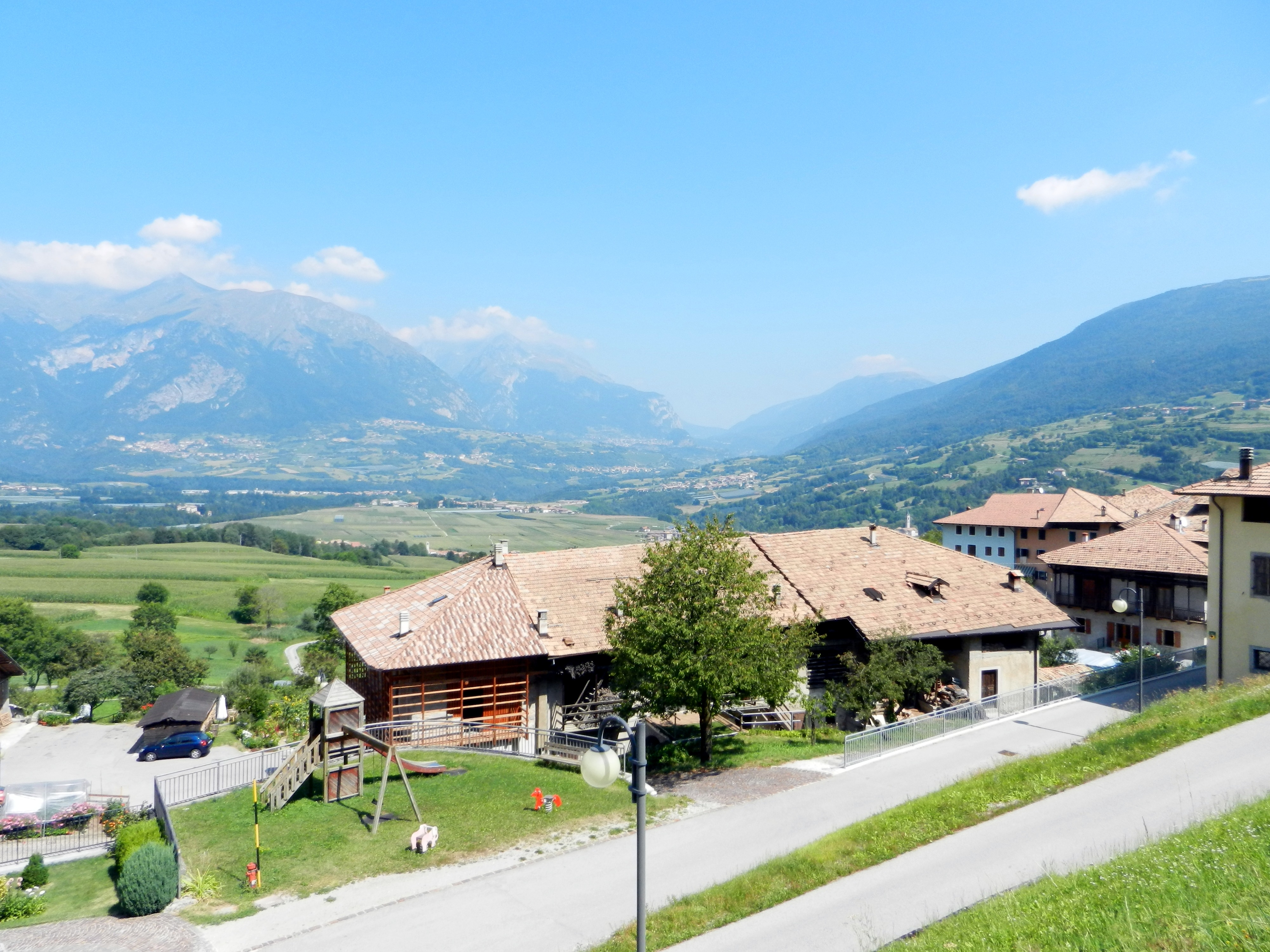
Giudicarie (auserodierte tektonische Kluft)
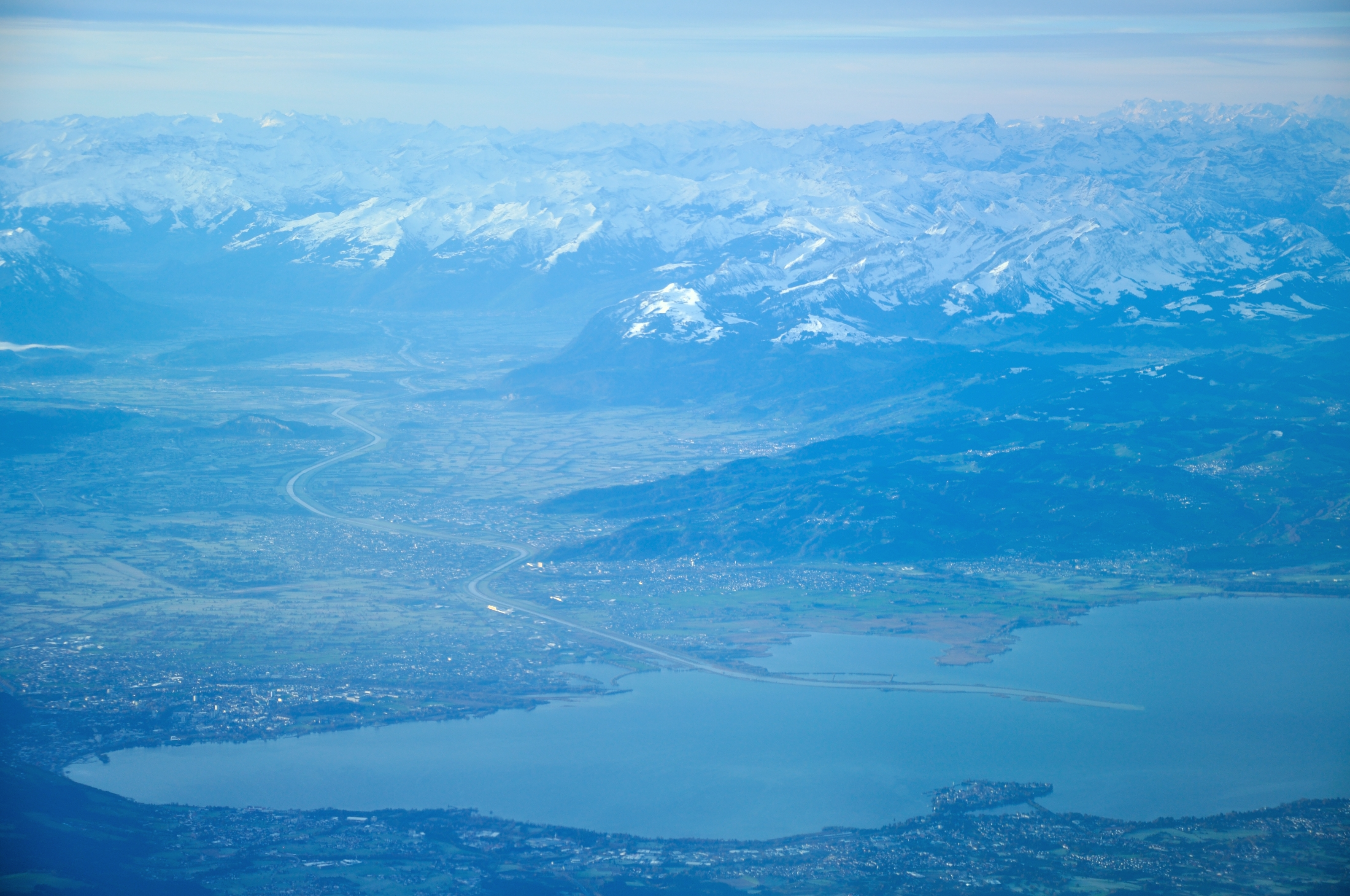
Das Alpenrheintal, eine Talungslandschaft die sich vom Alpenvorland am Bodensee bis in die Zentralalpen erstreckt